# 莫时仁
莫时仁（1945年12月—），男，布依族，贵州独山人，中华人民共和国政治人物，曾任贵州省人民政府副省长、党组成员，第八、九届全国人大代表，第十届全国政协委员。